# Como Pedro por su casa
Como Pedro por su casa fue un programa de televisión, emitido por La 1 de Televisión española en 1985. Realizado por Hugo Stuven y presentado por Pedro Ruiz.

## Formato
Se trataba de un espacio de humor, en el que se incluían sketches de minuto y medio de duración, además de la sección fija Estas no son las noticias de las nueve. Otro de los colaboradores habituales fue José Luis Coll en la sección Collogramas. Finalmente, en cada programa había una actuación musical y Pedro Ruiz realizaba una entrevista a un personaje relevante de la actualidad social, cultural o artística.
Entre los actores que habitualmente participaron en el programa se cuentan Rocío Moreno (en el papel de Carolina, en la sección El libro gordo de Pedrete, en una imitación del espacio infantil El libro gordo de Petete, con Ruiz asumiendo el personaje del diminuto Petete y comenzando siempre sus intervenciones con una coletilla que llegó a calar entre los espectadores Qué buena estás Carolina), Eloy Arenas, Manolo Cal, Emiliano Redondo, Ágata Lys, Amparo Rivelles, María Isbert y María Asquerino.

## Invitados
Entre los personajes entrevistados se incluyen Miguel Bosé, Joan Manuel Serrat, Raffaella Carrà, Camilo José Cela, Bernd Schuster, Palomo Linares, Perico Delgado, Lola Flores, Nina Ferrer, Miguel Ríos y Luis Cobos.

## Premios
- TP de Oro 1985 para Pedro Ruiz como personaje más popular.

## Esta noche, Pedro
El programa contó con una segunda temporada, si bien cambió su título por el de Esta noche, Pedro. Con realización esta vez de Eduardo Toral, el esquema del espacio continuó siendo el mismo, con la incorporación de Ana Obregón al espacio de noticias y alguna nueva sección como En busca del voto perdido en el que parodiaba a Adolfo Suárez y Agustín Rodríguez Sahagún.
Esta noche Pedro se estrenó el 18 de abril y el 4 de julio de 1986, contando con diez ediciones.
Entre los invitados se incluyen Sara Montiel, Santiago Carrillo, Raphael, Ana Belén, Víctor Manuel, Rod Stewart, Jennifer Rush, José Luis Perales, Isabel Pantoja y Rocío Jurado.
Aunque posiblemente la visita con más repercusión fue la de Estefanía de Mónaco el 30 de mayo de 1986; la princesa-cantante interpretó el tema Irresistible y el presentador obsequió con un caballo.